# به رسمیت شناختن اورشلیم به عنوان پایتخت اسرائیل توسط آمریکا
در ۶ دسامبر ۲۰۱۷، رئیس‌جمهور آمریکا، دونالد ترامپ، به‌طور رسمی به رسمیت شناختن اورشلیم به عنوان پایتخت اسرائیل توسط ایالات متحده را اعلام کرد این اقدام برخلاف نزدیک به هفت دهه سیاست خارجی آمریکا و برنامه‌ریزی برای جابجایی سفارت این کشور در اسرائیل از تل‌آویو به اورشلیم صورت گرفت. پس از اعلام این خبر، ترامپ با امضای معافیت‌نامه‌ای تصمیم برای عدم انتقال سفارت آمریکا از تل‌آویو به اورشلیم را برای شش ماه دیگر تمدید کرد. بنیامین نتانیاهو، نخست‌وزیر اسرائیل با استقبال از این تصمیم آن را ستایش نمود. در ۲۳ فوریه ۲۰۱۸، وزارت امور خارجه آمریکا اعلام کرد که سفارت جدید در ماه مه باز خواهد شد. ترامپ پس از به رسمیت شناختن اورشلیم به عنوان پایتخت اسرائیل گفت: «امروز بالاخره ما به این امر بدیهی اعتراف می کنیم: اورشلیم پایتخت اسرائیل است. "این چیزی بیشتر یا کمتر از شناخت واقعیت نیست. همچنین کار درستی است. این کاری است که باید انجام شود."وی افزود که به رسمیت شناختن اورشلیم "گامی دیرینه برای پیشبرد روند صلح" است.
این اقدام مورد انتقاد اکثر رهبران بین‌المللی از جمله مسئول سیاست خارجی اتحادیه اروپا قرار گرفت.همچنین اعلامیه رئیس جمهور موجب محکومیت متحدان آمریکا و واکنش خشمگینانه رهبران فلسطینی و جهان اسلام شد. دقایقی پس از اعلام ترامپ، سفارتخانه های آمریکا در ترکیه، اردن، آلمان و بریتانیا هشدارهای امنیتی صادر کردند و از آمریکایی ها خواستند احتیاط کنند.

## انتقال سفارت به اورشلیم
در فوریه سال ۲۰۱۸، دولت آمریکا اعلام کرد که سفارت خود را در ساختمان اداره کنسولگری ایالات متحده در محله جنوبی اورانوس در ماه مه سال جاری افتتاح خواهد کرد. این اقدام همزمان با هفتادمین سالگرد تأسیس دولت اسرائیل بود که در فلسطین به نام روز نکبت شناخته می‌شود.
مراسم انتقال سفارت که در تاریخ ۱۴ مه ۲۰۱۸ برگزار شد، همراه با خشونت شدیدی در نوار غزه بود که منجر به کشته شدن دستکم ۶۰ فلسطینی توسط نیروهای اسرائیلی شد. همچنین بیش از ۳۰۰۰ نفر از تظاهرات‌کنندگان نیز زخمی شدند که در روزهای بعد با جان دادن تعدادی از زخمی‌ها مجموع تعداد کشتگان به ۶۵ نفر افزایش یافت.
اقدام ایالات متحده در انتقال سفارتش از تل‌آویو به اورشلیم با محکومیت جهانی مواجه شد.